# Erkan and Stefan
Erkan and Stefan est un film allemand réalisé par Michael Herbig, sorti en 2000

## Synopsis
L'éditeur Eckernförde entre en possession d'une cassette, contenant les dernières minutes de la vie d'un politicien Uwe Barschel. La BND (service des renseignements allemands) et la CIA veulent récupérer l'enregistrement. Nina, la fille de l'éditeur, emporte accidentellement la cassette. Stefan et Erkan sont engagés pour lui servir de gardes du corps...

## Fiche technique
- Titre original : Erkan and Stefan
- Réalisation : Michael Herbig
- Scénario : Günter Knarr, Philipp Weinges
- Images : Stephan Schuh
- Montage : Alexander Dittner
- Musique : Ralf Wengenmayr
- Producteurs : Philip Voges, Mischa Hofmann
- Société de production : Hofmann & Voges Filmproduktion (Munich - Geiselgasteig)
- Pays d'origine : Allemagne
- Genre : comédie
- Durée : 1h27
- Date de sortie : avril 2000

## Distribution
- Erkan Maria Moosleitner (Erkan)
- Stefan Lust (Stefan)
- Alexandra Neldel (Nina Eckernförde)
- Manfred Zapatka (Verleger Eckernförde)
- Sigi Terpoorten (Carstens)
- Tim Wilde (Bending)
- Luc Feit (Melzer)
- Monika Manz (Mutter Lust)
- Peter Rappenglück (Horst)
- Anna Böttcher (Bunny)

## À noter
- Erkan Maria Moosleitner et Stefan Lust sont depuis le milieu des années 1990, un duo de comiques. Ils ont débuté à la radio, puis ont investi plateaux de télévision et de cinéma (3 films).
- Michael Herbig a lui aussi débuté à la radio. Il est comédien et réalisateur. C'est à l'invitation du producteur Philip Voges qu'il dirige ses confrères Erkan et Stefan et réalise son premier film.

## Récompenses et distinctions
Les producteurs, Philip Voges et Mischa Hofmann, ont reçu le Bayerischer Filmpreis (Prix du film bavarois) en 2000 pour ce film. 